# Vårgæslingeblomst
Vårgæslingeblomst (Draba verna), ofte skrevet vår-gæslingeblomst, er en enårig, 3-15 cm høj plante i korsblomst-familien. Den er udbredt i Europa, Nordafrika og Nordasien samt indslæbt til Nordamerika. Vårgæslingeblomst har en roset af lancetformede eller omvendt ægformede grundblade og bladløse blomsterbærende stængler. Blomsterne er 4-6 mm med dybt kløvede, hvide kronblade.
I Danmark er vårgæslingeblomst almindelig på åben, sandet, gruset bund, agerjord, vejkanter og overdrev. Den blomstrer i marts til maj.